# Krakowski Klub Szermierzy
Krakowski Klub Szermierzy (KKS Kraków) – krakowski klub sportowy.

## Rys historyczny

### 1909–1918

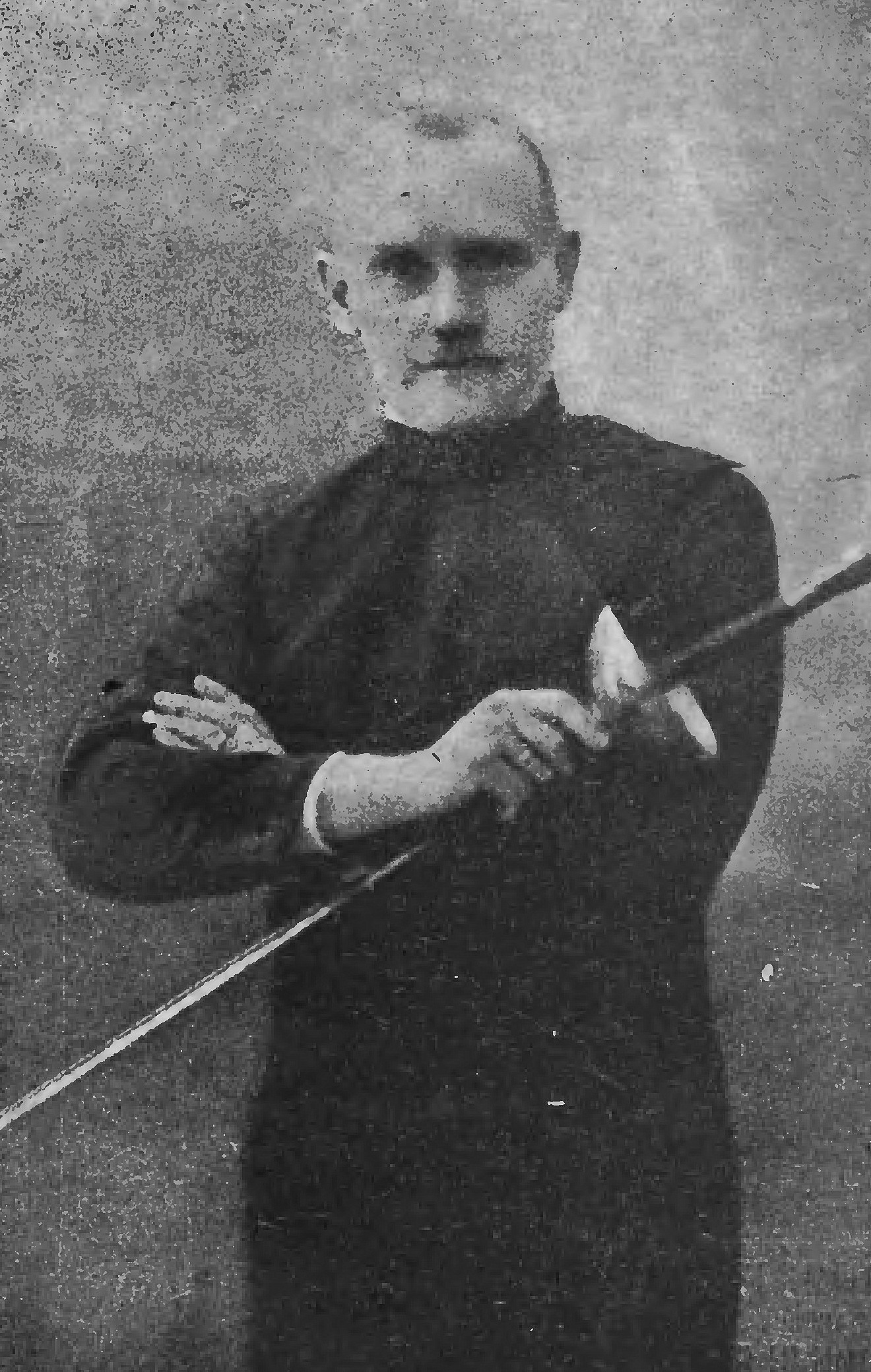
Antoni Bąkowski

W 1909 r. do Krakowa przybył Konrad Winkler, który przy współpracy dr Jana Bielawskiego i dr Tadeusza Wołkowickiego na początku 1910 roku najpierw zorganizował Krakowski Klub Szermierzy przy tzw. Krajowym Związku Turystycznym, po czym samodzielną jednostkę Krakowski Klub Szermierzy. Za początek zorganizowanej i trwałej działalności KKS uznaje się datę 4 marca 1910 r. Pierwsza siedziba klubu mieściła się przy ul. Wolskiej 7 (dzisiaj – ul. Piłsudskiego). W latach 1910–1918 prezesem klubu był dr Tadeusz Wołkowicki, skarbnikiem dr Jan Bielawski, fechmistrz Antoni Bąkowski zajmował stanowisko trenera, a jego pomocnikiem i gospodarzem sali był Konrad Winkler.

### 1945–1956
W Krakowie do reaktywacji „białej broni” szczególnie przyczynili się: dr Józef Wodniecki, dr Bolesław Czyżowski i Stanisław Pereświt-Sołtan, znani i utytułowani zawodnicy sprzed wojny. Problemy lokalowe i finansowe powodowały w pierwszych latach powojennych częstą zmianę klubów przez szermierzy krakowskich i tak chronologicznie występowali pod barwami:
- 1945 – KS Cracovia
- 1945 – WKS Wawel
- 1946 – 1947 – PTG Sokół
- 1948 – 1957 – RKS Zwierzyniecki przekształcony później w KS Budowlani

Pod barwami KS Budowlani osiągnięte zostały największe sukcesy łącznie z reprezentowaniem Polski na Igrzyskach Olimpijskich Helsinki 1952 i Melbourne 1956. W dniu 3 marca 1957 grono zawodników, trenerów i działaczy ogłosiło powrót do starej historycznej nazwy klubu Krakowski Klub Szermierzy.

### Po roku 1957
W 1957 roku KKS powrócił do sali przy ul. Manifestu Lipcowego 27 (dzisiaj – ul. Piłsudskiego). Do 1989 roku w mistrzostwach świata zawodnicy Krakowskiego Klubu Szermierzy zdobyli 8 medali (3 złote), w mistrzostwach Polski seniorów 48 medali (19 złotych), w mistrzostwach Polski juniorów i młodzików – 56 medali (16 złotych). Czołowe miejsce zajął Wojciech Zabłocki – trzykrotny medalista olimpijski (Melbourne '56, Rzym '60, Tokio '64). Inni wyróżniający się zawodnicy to Wiesław Glos, Krzysztof Bieda, Leszek Rostwo-Suski, Jerzy Twardokens, Maria Pereświt-Sołtan, Halina i Danuta Balon, Leszek Jabłonowski, Aleksander Nocula, Ryszard Rutkowski. W 1970 roku KKS przeniósł się do siedziby przy ul. Kościuszki 24, gdzie pozostał do 2007 roku.
W połowie lat 90. KKS przeżywał kryzys, który doprowadził do odejścia wielu zawodników i trenerów. Z początkiem roku 2000 klub liczył zaledwie 5 czynnych członków. Nowy zarząd ożywił klub, powołując m.in. Sekcję Szermierki Japońskiej-Kendo i stawiając na pracę z młodzieżą. W efekcie zawodnicy wywalczyli srebrny medal w Drużynowych Mistrzostw Polski Seniorów w szpadzie kobiet (2005) oraz brązowy medal (Joanna Eichler) w Indywidualnych Mistrzostwach Polski Seniorów. Pod koniec 2007 roku KKS stracił swoją siedzibę przy ul. Kościuszki i przeniósł się tymczasowo do szkół najpierw przy ul. Miechowity, później przy ul. Kazimierza Odnowiciela. Obecnie Krakowski Klub Szermierzy ma 70 członków trenujących szpadę oraz 30 entuzjastów szermierki japońskiej. Siedziba klubu mieści się przy al. Kijowskiej 16a, a treningi prowadzone są w sali przy ul. B. Czerwieńskiego 16 w Krakowie.

## Trenerzy i instruktorzy
Z klubem związani byli między innymi: Antoni Bąkowski, Adam Papee, Tadeusz Friedrich, Stanisław Pereświt-Sołtan, Zbigniew Przeździecki, Maria Pereświt-Sołtan, Ryszard Rutkowski, Kazimierz Musiał, Izydor Grzesiak, Marek Nowosielecki, Aleksander Nocula, Lesław Stawicki, Genowefa Stawarz, Wojciech Rydz, Bolesław Pereświt-Sołtan, Rafał Komorowski, Eugeniusz Olesiak, Bartłomiej Język, Wojciech Ryczek, Łukasz Międzik, Jakub Międzik, Zbigniew Ryczek, Michał Dudek.

## Olimpijczycy
- Winkler Konrad – Paryż 1924 (jako zawodnik AZS Kraków)
- Papee Adam – Paryż 1924 (jako zawodnik AZS Kraków), Amsterdam 1928 brązowy medal w drużynie szablowej (jako zawodnik AZS Kraków), Los Angeles 1932 brązowy medal w drużynie szablowej (jako zawodnik Legii Warszawa), Berlin 1936 (jako zawodnik I Śląskiego Klubu Szermierczego Katowice)
- Friedrich Tadeusz – Amsterdam 1928 brązowy medal w drużynie szablowej, Los Angeles 1932 brązowy medal w drużynie szablowej
- Pereświt – Sołtan Maria – Helsinki 1952
- Zabłocki Wojciech – Helsinki 1952, Melbourne 1956 srebrny medal w drużynie szablowej, Rzym 1960 srebrny medal w drużynie szablowej, Tokio 1964 brązowy medal w drużynie szablowej Rostwo – Suski Leszek – Helsinki 1952
- Twardokens Jerzy – Helsinki 1952
- Glos Wiesław – Rzym 1960 – Tokio 1964
- Balon Halina – Meksyk 1968 (jako zawodniczka GKS Katowice), Monachium 1972 (jako zawodniczka GKS Katowice)
- Jabłonowski Leszek – Montreal 1976, Moskwa 1980 (jako zawodnik AZS AWF Warszawa)
- Zawrotniak Radosław – Pekin 2008 srebrny medal w drużynie szpadowej (jako zawodnik AZS Kraków), Londyn 2012 (jako zawodnik AZS AWF Kraków)

## Prezesi Klubu
Prezesami Krakowskiego Klubu Szermierzy byli kolejno:
- Tadeusz Wołkowicki
- Jan Goetz – Okocimski
- Wojciech Wajda
- Edward Sznajder
- Zbigniew Wajda
- Jan Krejcza
- Jerzy Około – Kułak
- Jerzy Fałdziński
- Józef Fudała
- Leon Siejkowski
- Stanisław Bogacki
- Franciszek Stanuch
- Ryszard Tomaszewski
- Genowefa Stawarz
- Tadeusz Sieńkowski
- Leszek Jabłonowski
- Władysław Budek

## Najważniejsze osiągnięcia
Medaliści mistrzostw świata seniorów
- Leszek Rostwo-Suski – 1953 brąz szabla drużynowa
- Zbigniew Czajkowski – 1953 brąz szabla drużynowa
- Wojciech Zabłocki – 1954 srebro szabla drużynowa, 1957 brąz szabla drużynowa, 1958 brąz szabla drużynowa, 1959 złoto szabla drużynowa, 1961 złoto szabla drużynowa, brąz szabla indywidualnie, 1962 złoto szabla drużynowa, 1963 złoto szabla drużynowa
- Jerzy Twardokens – 1958 brąz szabla drużynowa, brąz szabla indywidualnie
- Halina Balon – 1971 brąz floret kobiet drużynowo

Medaliści mistrzostw świata juniorów
- Wojciech Zabłocki – 1953 złoto szabla indywidualnie
- Michał Sobieraj – 1998 brąz szpada mężczyzn indywidualnie, 1999 złoto szpada mężczyzn drużynowo
- Aleksandra Zamachowska – 2014 brąz szpada kobiet drużynowo

Medaliści mistrzostw Europy seniorów
- Renata Knapik-Miazga – 2013 brąz szpada kobiet indywidualnie, 2016 brąz szpada kobiet indywidualnie

Medaliści mistrzostw Europy młodzieżowców
- Renata Knapik-Miazga – 2011 srebro szpada kobiet drużynowo
- Aleksandra Zamachowska  – 2014 srebro szpada kobiet drużynowo, 2016 złoto szpada kobiet indywidualnie, 2016 brąz szpada kobiet drużynowo

Medaliści mistrzostw Europy juniorów
- Michał Sobieraj – 1998 srebro szpada mężczyzn drużynowo, 1999 brąz szpada mężczyzn indywidualnie
- Renata Knapik-Miazga – 2006 brąz szpada kobiet indywidualnie, 2006 brąz szpada kobiet drużynowo
- Aleksandra Zamachowska  – 2014 złoto szpada kobiet drużynowo

Medaliści mistrzostw Europy kadetów
- Aleksandra Zamachowska  – 2012 brąz szpada kobiet drużynowo

Indywidualni medaliści mistrzostw polski
Floret kobiet
- 1948 – Janina Skirlińska 2m
- 1950 – Maria Sołtanowa 2m.
- 1952 – Maria Sołtanowa 2m.
- 1954 – Maria Sołtanowa 2m.
- 1971 – Halina Balon 1m.

Szpada kobiet
- 1997 – Ewa Klimowska 2m.
- 2005 – Joanna Eichler 3m.
- 2008 – Renata Knapik 3m.
- 2012 – Renata Knapik 1m.
- 2013 – Renata Knapik 1m.
- 2015 – Renata Knapik–Miazga 2 m.
- 2016 – Aleksandra Zamachowska  2 m.

Floret mężczyzn
- 1947 – Zbigniew Przeździecki 3m.
- 1949 – Zbigniew Przeździecki 3m.
- 1950 – Zbigniew Czajkowski 1m., Zbigniew Przeździecki 3m.
- 1951 – Zbigniew Przeździecki 3m.
- 1952 – Zbigniew Czajkowski 3m.
- 1953 – Jerzy Twardokens 1m., Zbigniew Przeździecki 2m.
- 1954 – Zbigniew Przeździecki 3m.
- 1955 – Zbigniew Przeździecki 2m.
- 1956 – Jerzy Twardokens 3m.
- 1957 – Jerzy Twardokens 1m.

Szabla mężczyzn
- 1949 – Zbigniew Przeździecki 2m.
- 1951 – Wojciech Zabłocki 1m., Leszek Suski 2m.
- 1952 – Wojciech Zabłocki 1m., Jerzy Twardokens 3m.
- 1953 – Wojciech Zabłocki 2m.
- 1954 – Wojciech Zabłocki 1m.
- 1955 – Jerzy Twardokens 1m.
- 1956 – Wojciech Zabłocki 2m.
- 1957 – Wojciech Zabłocki 1m.
- 1958 – Wojciech Zabłocki 2m., Jerzy Twardokens 3m.

Szpada mężczyzn
- 1947 – Stanisław Sołtan 2m.
- 1949 – Tadeusz Mroczek 1m.
- 1950 – Jerzy Zawadzki 2m.
- 1956 – Janusz Maciejewski 2m.
- 1957 – Wiesław Glos 3m.
- 1958 – Wiesław Glos 1m.
- 1959 – Wiesław Glos 1m
- 1966 – Ryszard Rutkowski 1m
- 1999 – Michał Sobieraj 3m
- 2011 - Felix Fraś 3m.
- 2012 – Kamil Wrona 2m.
- 2013 – Kamil Wrona 3m.
- 2014 – Marcel Baś 1 m
- 2015 – Marcel Baś 3 m

Medale drużynowe mistrzostw polski seniorów
Floret kobiet
- 1968 – Danuta Balon, Barbara Palkówna, Wanda Rutkowska, Maria Sołtanowa, Joanna Wojczuk – 3m.
- 1969 – Danuta Balon, Halina Balon, Wanda Rutkowska, Maria Sołtanowa, Joanna Wojczuk – 3m.
- 1970 – Danuta Balon, Halina Balon, Wanda Rutkowska, Maria Sołtanowa, Joanna Wojczuk – 3m.
- 1971 – Danuta Balon, Halina Balon, Wanda Rutkowska, Maria Sołtanowa, Renata Krzykalska – 2m.

Szpada kobiet
- 2005 – Joanna Eichler, Renata Knapik, Monika Żola, Aleksandra Walocha – 2m.
- 2013 – Renata Knapik, Joanna Chylaszek, Aleksandra Zamachowska, Iga Janecka – 2m.
- 2014 – Renata Knapik-Miazga, Joanna Eichler, Aleksandra Zamachowska, Magdalena Kruk – 2m.

Floret mężczyzn
- 1947 – Zbigniew Przeździecki, Stanisław Sołtan, Józef Wodniecki, Stanisław Krzywiecki – 1m.
- 1949 – Zbigniew Przeździecki, Stanisław Sołtan, Zbigniew Czajkowski, Stanisław Krzywiecki, Wojciech Zabłocki, Jerzy Zawadzki – 1m.
- 1950 – Zbigniew Przeździecki, Stanisław Sołtan, Zbigniew Czajkowski, Stanisław Krzywiecki, Wojciech Zabłocki – 1m.
- 1952 – Zbigniew Przeździecki, Zbigniew Czajkowski, Stanisław Krzywiecki, Wojciech Zabłocki, Kazimierz Michalewicz, Leszek Suski – 1m.
- 1953 – Zbigniew Przeździecki, Zbigniew Czajkowski, Stanisław Krzywiecki, Wojciech Zabłocki, Kazimierz Michalewicz, Leszek Suski – 2m.

Szabla mężczyzn
- 1949 – Zbigniew Przeździecki, Stanisław Sołtan, Jerzy Zawadzki, Leszek Suski, Wojciech Zabłocki, Bogusław Czyżowski, Tadeusz Mroczek – 3m.
- 1950 – Wojciech Zabłocki, Zbigniew Przeździecki, Stanisław Sołtan, Zbigniew Czajkowski – 3m.
- 1951 – Zbigniew Przeździecki, Stanisław Sołtan, Jerzy Zawadzki, Leszek Suski, Wojciech Zabłocki, Stanisław Krzywiecki, Tadeusz Mroczek – 1m.
- 1952 – Wojciech Zabłocki, Zbigniew Przeździecki, Zbigniew Czajkowski, Leszek Suski – 1m.
- 1953 – Wojciech Zabłocki, Zbigniew Przeździecki, Zbigniew Czajkowski, Leszek Suski, Marek Walczewski – 2m.
- 1957 – Wojciech Zabłocki, Zbigniew Przeździecki, Leszek Suski, Jerzy Twardokens, Izydor Grzesiak – 3m.

Szpada mężczyzn
- 1950 – Zbigniew Czajkowski, Stanisław Sołtan, Jerzy Zawadzki, Stanisław Krzywiecki, Bolesław Czyżowski – 3m.
- 1957 – Wiesław Glos, Janusz Maciejewski, Tadeusz Karelus, Włodzimierz Rutkowski, Władysław Zawadzki – 3m.
- 1964 – Wiesław Glos, Tadeusz Karelus, Andrzej Cetera, Jan Ostrowski, Ryszard Rutkowski, Marek Rutkowski – 3m.
- 1965 – Wiesław Glos, Andrzej Cetera, Ryszard Rutkowski, Marek Rutkowski, Stanisław Kowal – 3m.
- 1999 – Michał Sobieraj, Radosław Zawrotniak, Wojciech Dudek, Jan Buszko – 3m.
- 2011 – Bartłomiej Język, Marcel Baś, Kamil Wrona, Felix Fraś – 2m.
- 2012 – Marcel Baś, Kamil Wrona, Felix Fraś, Szczepan Budek – 2m.
- 2013 – Marcel Baś, Kamil Wrona, Felix Fraś, Mieszko Fraś – 2m